# Asahi (1899)
Asahi byl predreadnought japonského císařského námořnictva postavený v britských loděnicích podle modifikovaných plánů bitevních lodí Royal Navy. V prvoliniové službě sloužil v letech 1900–1914. Mimo jiné se zúčastnil rusko-japonské války. Následně sloužil v různých pomocných rolích až do svého potopení americkou ponorkou za druhé světové války.

## Stavba

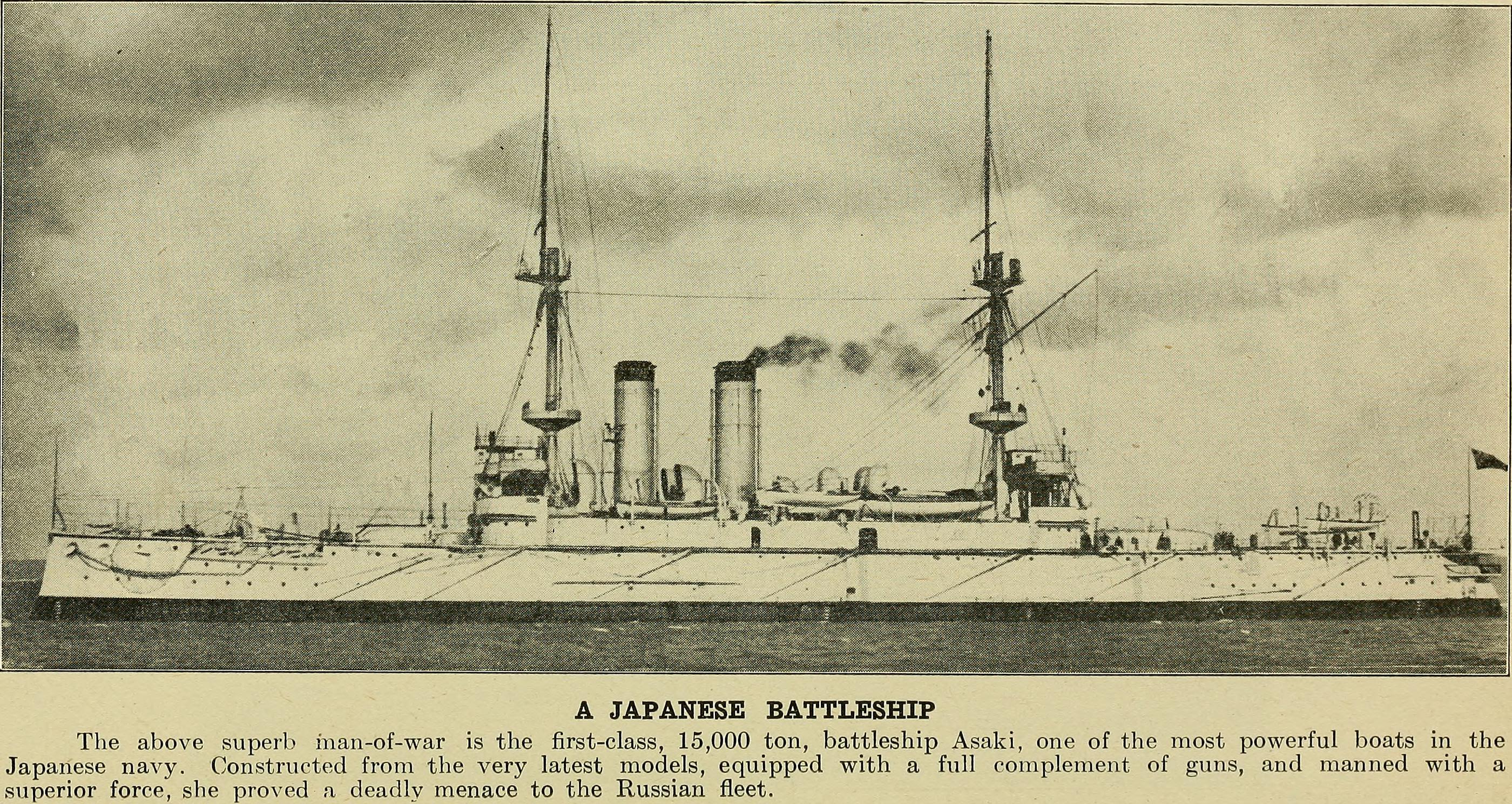
Asahi

Stavba bitevní lodě Asahi byla objednána ve Velké Británii v rámci desetiletého plánu rozvoje loďstva z roku 1896. Ve stejném programu byly postaveny také dvě jednotky třídy Šikišima, jejichž vzorem byla britská třída Majestic. K třídě Šikišima přitom měla Asahi svou konstrukcí blízko. Úprava pohonného systému se projevila ve snížení počtu komínů na dva. Asahi postavila britská loděnice John Brown & Co. v Clydebanku. Stavba byla zahájena 1. srpna 1898, dne 13. března 1899 byla Asahi spuštěna na vodu a 31. července 1900 byla přijata do služby.

## Konstrukce
Výzbroj tvořily čtyři 305mm kanóny ve dvoudělových věžích, čtrnáct 152mm kanónů v kasematách, dvacet 76mm kanónů, dvanáct 47mm kanónů a čtyři 450mm torpédomety. Pro pancéřování byla využita harveyovaná ocel. Pohonný systém tvořilo 25 kotlů a dva parní stroje s trojnásobnou expanzí o výkonu 15 000 hp, pohánějící dva lodní šrouby. Nejvyšší rychlost dosahovala 18 uzlů. Dosah byl 4000 námořních mil při rychlosti 10 uzlů.

## Služba

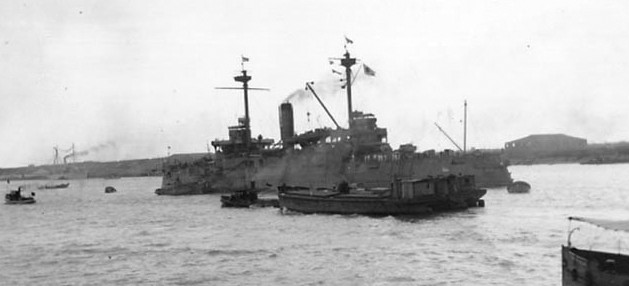
Opravárenské plavidlo Asahi ve 30. letech

Asahi byla nasazena za rusko-japonské války. Dne 26. října 1904 byla u Port Arthuru vážně poškozena minou. Opravy trvaly přibližně půl roku. Následně se účastnila bitvy u Cušimy. Od roku 1914 sloužila jako dělostřelecká školní loď. Od roku 1921 byla klasifikována jako pobřežní bitevní loď. Roku 1922 byla odzbrojena a sloužila jako záchranné a od roku 1938 jako opravárenské plavidlo. Dne 25. května 1942 byla severozápadně od mysu Paderan v Indočíně potopena americkou ponorkou USS Salmon.